# Chapet
Chapet település Franciaországban, Yvelines megyében. Lakosainak száma 1337 fő (2022. január 1.). Chapet Ecquevilly, Morainvilliers, Les Mureaux, Verneuil-sur-Seine és Vernouillet községekkel határos.

## Népesség
A település népességének változása:
| Lakosok száma | 1224 | 1263 | 1310 | 1314 | 1339 | 1335 | 1336 | 1344 | 1337 |
|               | 2013 | 2015 | 2016 | 2017 | 2018 | 2019 | 2020 | 2021 | 2022 |